# Eppenbeek
De Eppenbeek is een beek bij Swalmen in de gemeente Roermond in Nederlands Limburg en ligt in het stroomgebied van de Maas. De beek is mondt uit in de Swalm, een zijrivier van de Maas.

## Ligging
De beek ontspringt ten zuiden van Boukoul en ten noorden van Maalbroek en Asenray. Iets oostelijker ligt de Spickerbroeklossing die het gebied zuidelijker ontwatert. De Eppenbeek stroomt in noordelijke richting langs het dorp Boukoul en de beek wordt bij het dorp gevoed met water van de Blankwaterlossing. De beek vervolgt in noordwestelijke richting en stroomt langs het Kasteel Hillenraad. Samen met de Rietlossing voedt de beek de slotgracht van het kasteel. De beek voert daarna langs de westkant van Swalmen om aldaar uit te monden in de Swalm.